# Cyrian Ravet
Cyrian Ravet (Lyon, 5 de setembro de 2002) é um taekwondista francês.

## Carreira
Depois de experimentar basquete e futebol, começou o taekwondo aos 8 anos no clube Bron. Atualmente licenciado no Taekwondo Asnières Elite, ingressou no Instituto Nacional de Esporte, Perícia e Rendimento (INSEP) em setembro de 2020.
No Campeonato Europeu de categorias olímpicas de 2020, em Sarajevo, Cyrian Ravet conquistou a medalha de ouro na categoria até 58 kg. A França não conquistava um título continental entre os seniores desde Mickael Borot. No Europeu de 2021, foi coroado pela primeira vez com apenas 18 anos, vencendo na final o espanhol Adrián Vicente Yunta. Conquistou a medalha de bronze na categoria até 58 kg nos Jogos Europeus de 2023 em Krynica-Zdrój.
Nos Jogos Olímpicos de Verão de 2024, em Paris, conquistou a medalha de bronze na categoria de até 58 kg masculino.